# Квітка-семибарвиця (фільм)
«Квітка-семибарвиця» — радянський короткометражний телефільм, поставлений в 1968 році режисерами Гарніком Аразяном і Борисом Бушмельовим за мотивами однойменної казки Валентина Катаєва.

## Сюжет
Мама посилає свою дочку — дівчинку Женю — в магазин за бубликами. Купивши бублика, Женя відволікається на велосипедистів-гонщиків, і маленький песик з'їдає всю її покупку. Дівчинка біжить за песиком і потрапляє в незнайому частину міста. Там вона знайомиться з чарівницею, яка дарує їй квітку-семибарвицю. Якщо чогось побажати, а потім відірвати пелюсток і кинути його так, щоб він летів, а потім опустився, то все здійсниться. Спершу Женя бажає опинитися вдома. Потім, потрапивши туди, вона розбиває мамину улюблену вазу, і бажає, щоб осколки склеїлися назад. Третім бажанням дівчинки стало отримання всіх іграшок дітей у дворі (Женю не хотіли брати в гру), а потім — щоб всі іграшки повернулися назад до господарів. Прогулюючись по вулиці, Женя бачить хлопчиків, які грають в космонавтів, готуючись до польоту на Місяць. Вони не хочуть з нею грати, і тоді дівчинка бажає, щоб вона з одним з хлопчиків опинилася на Полярній зірці, а потім бажає потрапити назад на Землю. Познайомившись з кульгавим хлопчиком Вітею, Женя витрачає останній пелюсток на добру справу — бажає, щоб той одужав…

## У ролях
- Маргарита Муганова — Женя (озвучила Ольга Громова)
- Светлана Старикова — мама / чарівниця / королева Полярної зірки
- Тимур Ваулін — епізод
- Ігор Рильцов — епізод
- Олександр Соловйов — молодший брат Жені
- Гарнік Аразян — фотограф

## Знімальна група
- Режисери-постановники — Гарнік Аразян, Борис Бушмельов
- Сценарист — Валентин Катаєв
- Оператор-постановник — Леонід Петров
- Композитор — Євген Крилатов
- Художник-постановник — Володимир Богомолов